# Sauterelle (échecs)
Pour les articles homonymes, voir Sauterelle.
 (juin 2025).
Si vous disposez d'ouvrages ou d'articles de référence ou si vous connaissez des sites web de qualité traitant du thème abordé ici, merci de compléter l'article en donnant les références utiles à sa vérifiabilité et en les liant à la section « Notes et références ».
|   | a | b | c | d | e | f | g | h |   |
| 8 | croix noire sur case noire h8 · Pion noir sur case noire a7 · croix noire sur case blanche d7 · Roi noir sur case noire g7 · Pion noir sur case noire b6 · Pion blanc sur case noire d6 · Dame blanche renversée sur case noire d4 · Pion blanc sur case blanche e4 · Pion blanc sur case noire f4 · Pion blanc sur case noire c3 · croix noire sur case noire b2 · Roi blanc sur case noire d2 · croix noire sur case blanche d1 | croix noire sur case noire h8 · Pion noir sur case noire a7 · croix noire sur case blanche d7 · Roi noir sur case noire g7 · Pion noir sur case noire b6 · Pion blanc sur case noire d6 · Dame blanche renversée sur case noire d4 · Pion blanc sur case blanche e4 · Pion blanc sur case noire f4 · Pion blanc sur case noire c3 · croix noire sur case noire b2 · Roi blanc sur case noire d2 · croix noire sur case blanche d1 | croix noire sur case noire h8 · Pion noir sur case noire a7 · croix noire sur case blanche d7 · Roi noir sur case noire g7 · Pion noir sur case noire b6 · Pion blanc sur case noire d6 · Dame blanche renversée sur case noire d4 · Pion blanc sur case blanche e4 · Pion blanc sur case noire f4 · Pion blanc sur case noire c3 · croix noire sur case noire b2 · Roi blanc sur case noire d2 · croix noire sur case blanche d1 | croix noire sur case noire h8 · Pion noir sur case noire a7 · croix noire sur case blanche d7 · Roi noir sur case noire g7 · Pion noir sur case noire b6 · Pion blanc sur case noire d6 · Dame blanche renversée sur case noire d4 · Pion blanc sur case blanche e4 · Pion blanc sur case noire f4 · Pion blanc sur case noire c3 · croix noire sur case noire b2 · Roi blanc sur case noire d2 · croix noire sur case blanche d1 | croix noire sur case noire h8 · Pion noir sur case noire a7 · croix noire sur case blanche d7 · Roi noir sur case noire g7 · Pion noir sur case noire b6 · Pion blanc sur case noire d6 · Dame blanche renversée sur case noire d4 · Pion blanc sur case blanche e4 · Pion blanc sur case noire f4 · Pion blanc sur case noire c3 · croix noire sur case noire b2 · Roi blanc sur case noire d2 · croix noire sur case blanche d1 | croix noire sur case noire h8 · Pion noir sur case noire a7 · croix noire sur case blanche d7 · Roi noir sur case noire g7 · Pion noir sur case noire b6 · Pion blanc sur case noire d6 · Dame blanche renversée sur case noire d4 · Pion blanc sur case blanche e4 · Pion blanc sur case noire f4 · Pion blanc sur case noire c3 · croix noire sur case noire b2 · Roi blanc sur case noire d2 · croix noire sur case blanche d1 | croix noire sur case noire h8 · Pion noir sur case noire a7 · croix noire sur case blanche d7 · Roi noir sur case noire g7 · Pion noir sur case noire b6 · Pion blanc sur case noire d6 · Dame blanche renversée sur case noire d4 · Pion blanc sur case blanche e4 · Pion blanc sur case noire f4 · Pion blanc sur case noire c3 · croix noire sur case noire b2 · Roi blanc sur case noire d2 · croix noire sur case blanche d1 | croix noire sur case noire h8 · Pion noir sur case noire a7 · croix noire sur case blanche d7 · Roi noir sur case noire g7 · Pion noir sur case noire b6 · Pion blanc sur case noire d6 · Dame blanche renversée sur case noire d4 · Pion blanc sur case blanche e4 · Pion blanc sur case noire f4 · Pion blanc sur case noire c3 · croix noire sur case noire b2 · Roi blanc sur case noire d2 · croix noire sur case blanche d1 | 8 |
| 7 | croix noire sur case noire h8 · Pion noir sur case noire a7 · croix noire sur case blanche d7 · Roi noir sur case noire g7 · Pion noir sur case noire b6 · Pion blanc sur case noire d6 · Dame blanche renversée sur case noire d4 · Pion blanc sur case blanche e4 · Pion blanc sur case noire f4 · Pion blanc sur case noire c3 · croix noire sur case noire b2 · Roi blanc sur case noire d2 · croix noire sur case blanche d1 | croix noire sur case noire h8 · Pion noir sur case noire a7 · croix noire sur case blanche d7 · Roi noir sur case noire g7 · Pion noir sur case noire b6 · Pion blanc sur case noire d6 · Dame blanche renversée sur case noire d4 · Pion blanc sur case blanche e4 · Pion blanc sur case noire f4 · Pion blanc sur case noire c3 · croix noire sur case noire b2 · Roi blanc sur case noire d2 · croix noire sur case blanche d1 | croix noire sur case noire h8 · Pion noir sur case noire a7 · croix noire sur case blanche d7 · Roi noir sur case noire g7 · Pion noir sur case noire b6 · Pion blanc sur case noire d6 · Dame blanche renversée sur case noire d4 · Pion blanc sur case blanche e4 · Pion blanc sur case noire f4 · Pion blanc sur case noire c3 · croix noire sur case noire b2 · Roi blanc sur case noire d2 · croix noire sur case blanche d1 | croix noire sur case noire h8 · Pion noir sur case noire a7 · croix noire sur case blanche d7 · Roi noir sur case noire g7 · Pion noir sur case noire b6 · Pion blanc sur case noire d6 · Dame blanche renversée sur case noire d4 · Pion blanc sur case blanche e4 · Pion blanc sur case noire f4 · Pion blanc sur case noire c3 · croix noire sur case noire b2 · Roi blanc sur case noire d2 · croix noire sur case blanche d1 | croix noire sur case noire h8 · Pion noir sur case noire a7 · croix noire sur case blanche d7 · Roi noir sur case noire g7 · Pion noir sur case noire b6 · Pion blanc sur case noire d6 · Dame blanche renversée sur case noire d4 · Pion blanc sur case blanche e4 · Pion blanc sur case noire f4 · Pion blanc sur case noire c3 · croix noire sur case noire b2 · Roi blanc sur case noire d2 · croix noire sur case blanche d1 | croix noire sur case noire h8 · Pion noir sur case noire a7 · croix noire sur case blanche d7 · Roi noir sur case noire g7 · Pion noir sur case noire b6 · Pion blanc sur case noire d6 · Dame blanche renversée sur case noire d4 · Pion blanc sur case blanche e4 · Pion blanc sur case noire f4 · Pion blanc sur case noire c3 · croix noire sur case noire b2 · Roi blanc sur case noire d2 · croix noire sur case blanche d1 | croix noire sur case noire h8 · Pion noir sur case noire a7 · croix noire sur case blanche d7 · Roi noir sur case noire g7 · Pion noir sur case noire b6 · Pion blanc sur case noire d6 · Dame blanche renversée sur case noire d4 · Pion blanc sur case blanche e4 · Pion blanc sur case noire f4 · Pion blanc sur case noire c3 · croix noire sur case noire b2 · Roi blanc sur case noire d2 · croix noire sur case blanche d1 | croix noire sur case noire h8 · Pion noir sur case noire a7 · croix noire sur case blanche d7 · Roi noir sur case noire g7 · Pion noir sur case noire b6 · Pion blanc sur case noire d6 · Dame blanche renversée sur case noire d4 · Pion blanc sur case blanche e4 · Pion blanc sur case noire f4 · Pion blanc sur case noire c3 · croix noire sur case noire b2 · Roi blanc sur case noire d2 · croix noire sur case blanche d1 | 7 |
| 6 | croix noire sur case noire h8 · Pion noir sur case noire a7 · croix noire sur case blanche d7 · Roi noir sur case noire g7 · Pion noir sur case noire b6 · Pion blanc sur case noire d6 · Dame blanche renversée sur case noire d4 · Pion blanc sur case blanche e4 · Pion blanc sur case noire f4 · Pion blanc sur case noire c3 · croix noire sur case noire b2 · Roi blanc sur case noire d2 · croix noire sur case blanche d1 | croix noire sur case noire h8 · Pion noir sur case noire a7 · croix noire sur case blanche d7 · Roi noir sur case noire g7 · Pion noir sur case noire b6 · Pion blanc sur case noire d6 · Dame blanche renversée sur case noire d4 · Pion blanc sur case blanche e4 · Pion blanc sur case noire f4 · Pion blanc sur case noire c3 · croix noire sur case noire b2 · Roi blanc sur case noire d2 · croix noire sur case blanche d1 | croix noire sur case noire h8 · Pion noir sur case noire a7 · croix noire sur case blanche d7 · Roi noir sur case noire g7 · Pion noir sur case noire b6 · Pion blanc sur case noire d6 · Dame blanche renversée sur case noire d4 · Pion blanc sur case blanche e4 · Pion blanc sur case noire f4 · Pion blanc sur case noire c3 · croix noire sur case noire b2 · Roi blanc sur case noire d2 · croix noire sur case blanche d1 | croix noire sur case noire h8 · Pion noir sur case noire a7 · croix noire sur case blanche d7 · Roi noir sur case noire g7 · Pion noir sur case noire b6 · Pion blanc sur case noire d6 · Dame blanche renversée sur case noire d4 · Pion blanc sur case blanche e4 · Pion blanc sur case noire f4 · Pion blanc sur case noire c3 · croix noire sur case noire b2 · Roi blanc sur case noire d2 · croix noire sur case blanche d1 | croix noire sur case noire h8 · Pion noir sur case noire a7 · croix noire sur case blanche d7 · Roi noir sur case noire g7 · Pion noir sur case noire b6 · Pion blanc sur case noire d6 · Dame blanche renversée sur case noire d4 · Pion blanc sur case blanche e4 · Pion blanc sur case noire f4 · Pion blanc sur case noire c3 · croix noire sur case noire b2 · Roi blanc sur case noire d2 · croix noire sur case blanche d1 | croix noire sur case noire h8 · Pion noir sur case noire a7 · croix noire sur case blanche d7 · Roi noir sur case noire g7 · Pion noir sur case noire b6 · Pion blanc sur case noire d6 · Dame blanche renversée sur case noire d4 · Pion blanc sur case blanche e4 · Pion blanc sur case noire f4 · Pion blanc sur case noire c3 · croix noire sur case noire b2 · Roi blanc sur case noire d2 · croix noire sur case blanche d1 | croix noire sur case noire h8 · Pion noir sur case noire a7 · croix noire sur case blanche d7 · Roi noir sur case noire g7 · Pion noir sur case noire b6 · Pion blanc sur case noire d6 · Dame blanche renversée sur case noire d4 · Pion blanc sur case blanche e4 · Pion blanc sur case noire f4 · Pion blanc sur case noire c3 · croix noire sur case noire b2 · Roi blanc sur case noire d2 · croix noire sur case blanche d1 | croix noire sur case noire h8 · Pion noir sur case noire a7 · croix noire sur case blanche d7 · Roi noir sur case noire g7 · Pion noir sur case noire b6 · Pion blanc sur case noire d6 · Dame blanche renversée sur case noire d4 · Pion blanc sur case blanche e4 · Pion blanc sur case noire f4 · Pion blanc sur case noire c3 · croix noire sur case noire b2 · Roi blanc sur case noire d2 · croix noire sur case blanche d1 | 6 |
| 5 | croix noire sur case noire h8 · Pion noir sur case noire a7 · croix noire sur case blanche d7 · Roi noir sur case noire g7 · Pion noir sur case noire b6 · Pion blanc sur case noire d6 · Dame blanche renversée sur case noire d4 · Pion blanc sur case blanche e4 · Pion blanc sur case noire f4 · Pion blanc sur case noire c3 · croix noire sur case noire b2 · Roi blanc sur case noire d2 · croix noire sur case blanche d1 | croix noire sur case noire h8 · Pion noir sur case noire a7 · croix noire sur case blanche d7 · Roi noir sur case noire g7 · Pion noir sur case noire b6 · Pion blanc sur case noire d6 · Dame blanche renversée sur case noire d4 · Pion blanc sur case blanche e4 · Pion blanc sur case noire f4 · Pion blanc sur case noire c3 · croix noire sur case noire b2 · Roi blanc sur case noire d2 · croix noire sur case blanche d1 | croix noire sur case noire h8 · Pion noir sur case noire a7 · croix noire sur case blanche d7 · Roi noir sur case noire g7 · Pion noir sur case noire b6 · Pion blanc sur case noire d6 · Dame blanche renversée sur case noire d4 · Pion blanc sur case blanche e4 · Pion blanc sur case noire f4 · Pion blanc sur case noire c3 · croix noire sur case noire b2 · Roi blanc sur case noire d2 · croix noire sur case blanche d1 | croix noire sur case noire h8 · Pion noir sur case noire a7 · croix noire sur case blanche d7 · Roi noir sur case noire g7 · Pion noir sur case noire b6 · Pion blanc sur case noire d6 · Dame blanche renversée sur case noire d4 · Pion blanc sur case blanche e4 · Pion blanc sur case noire f4 · Pion blanc sur case noire c3 · croix noire sur case noire b2 · Roi blanc sur case noire d2 · croix noire sur case blanche d1 | croix noire sur case noire h8 · Pion noir sur case noire a7 · croix noire sur case blanche d7 · Roi noir sur case noire g7 · Pion noir sur case noire b6 · Pion blanc sur case noire d6 · Dame blanche renversée sur case noire d4 · Pion blanc sur case blanche e4 · Pion blanc sur case noire f4 · Pion blanc sur case noire c3 · croix noire sur case noire b2 · Roi blanc sur case noire d2 · croix noire sur case blanche d1 | croix noire sur case noire h8 · Pion noir sur case noire a7 · croix noire sur case blanche d7 · Roi noir sur case noire g7 · Pion noir sur case noire b6 · Pion blanc sur case noire d6 · Dame blanche renversée sur case noire d4 · Pion blanc sur case blanche e4 · Pion blanc sur case noire f4 · Pion blanc sur case noire c3 · croix noire sur case noire b2 · Roi blanc sur case noire d2 · croix noire sur case blanche d1 | croix noire sur case noire h8 · Pion noir sur case noire a7 · croix noire sur case blanche d7 · Roi noir sur case noire g7 · Pion noir sur case noire b6 · Pion blanc sur case noire d6 · Dame blanche renversée sur case noire d4 · Pion blanc sur case blanche e4 · Pion blanc sur case noire f4 · Pion blanc sur case noire c3 · croix noire sur case noire b2 · Roi blanc sur case noire d2 · croix noire sur case blanche d1 | croix noire sur case noire h8 · Pion noir sur case noire a7 · croix noire sur case blanche d7 · Roi noir sur case noire g7 · Pion noir sur case noire b6 · Pion blanc sur case noire d6 · Dame blanche renversée sur case noire d4 · Pion blanc sur case blanche e4 · Pion blanc sur case noire f4 · Pion blanc sur case noire c3 · croix noire sur case noire b2 · Roi blanc sur case noire d2 · croix noire sur case blanche d1 | 5 |
| 4 | croix noire sur case noire h8 · Pion noir sur case noire a7 · croix noire sur case blanche d7 · Roi noir sur case noire g7 · Pion noir sur case noire b6 · Pion blanc sur case noire d6 · Dame blanche renversée sur case noire d4 · Pion blanc sur case blanche e4 · Pion blanc sur case noire f4 · Pion blanc sur case noire c3 · croix noire sur case noire b2 · Roi blanc sur case noire d2 · croix noire sur case blanche d1 | croix noire sur case noire h8 · Pion noir sur case noire a7 · croix noire sur case blanche d7 · Roi noir sur case noire g7 · Pion noir sur case noire b6 · Pion blanc sur case noire d6 · Dame blanche renversée sur case noire d4 · Pion blanc sur case blanche e4 · Pion blanc sur case noire f4 · Pion blanc sur case noire c3 · croix noire sur case noire b2 · Roi blanc sur case noire d2 · croix noire sur case blanche d1 | croix noire sur case noire h8 · Pion noir sur case noire a7 · croix noire sur case blanche d7 · Roi noir sur case noire g7 · Pion noir sur case noire b6 · Pion blanc sur case noire d6 · Dame blanche renversée sur case noire d4 · Pion blanc sur case blanche e4 · Pion blanc sur case noire f4 · Pion blanc sur case noire c3 · croix noire sur case noire b2 · Roi blanc sur case noire d2 · croix noire sur case blanche d1 | croix noire sur case noire h8 · Pion noir sur case noire a7 · croix noire sur case blanche d7 · Roi noir sur case noire g7 · Pion noir sur case noire b6 · Pion blanc sur case noire d6 · Dame blanche renversée sur case noire d4 · Pion blanc sur case blanche e4 · Pion blanc sur case noire f4 · Pion blanc sur case noire c3 · croix noire sur case noire b2 · Roi blanc sur case noire d2 · croix noire sur case blanche d1 | croix noire sur case noire h8 · Pion noir sur case noire a7 · croix noire sur case blanche d7 · Roi noir sur case noire g7 · Pion noir sur case noire b6 · Pion blanc sur case noire d6 · Dame blanche renversée sur case noire d4 · Pion blanc sur case blanche e4 · Pion blanc sur case noire f4 · Pion blanc sur case noire c3 · croix noire sur case noire b2 · Roi blanc sur case noire d2 · croix noire sur case blanche d1 | croix noire sur case noire h8 · Pion noir sur case noire a7 · croix noire sur case blanche d7 · Roi noir sur case noire g7 · Pion noir sur case noire b6 · Pion blanc sur case noire d6 · Dame blanche renversée sur case noire d4 · Pion blanc sur case blanche e4 · Pion blanc sur case noire f4 · Pion blanc sur case noire c3 · croix noire sur case noire b2 · Roi blanc sur case noire d2 · croix noire sur case blanche d1 | croix noire sur case noire h8 · Pion noir sur case noire a7 · croix noire sur case blanche d7 · Roi noir sur case noire g7 · Pion noir sur case noire b6 · Pion blanc sur case noire d6 · Dame blanche renversée sur case noire d4 · Pion blanc sur case blanche e4 · Pion blanc sur case noire f4 · Pion blanc sur case noire c3 · croix noire sur case noire b2 · Roi blanc sur case noire d2 · croix noire sur case blanche d1 | croix noire sur case noire h8 · Pion noir sur case noire a7 · croix noire sur case blanche d7 · Roi noir sur case noire g7 · Pion noir sur case noire b6 · Pion blanc sur case noire d6 · Dame blanche renversée sur case noire d4 · Pion blanc sur case blanche e4 · Pion blanc sur case noire f4 · Pion blanc sur case noire c3 · croix noire sur case noire b2 · Roi blanc sur case noire d2 · croix noire sur case blanche d1 | 4 |
| 3 | croix noire sur case noire h8 · Pion noir sur case noire a7 · croix noire sur case blanche d7 · Roi noir sur case noire g7 · Pion noir sur case noire b6 · Pion blanc sur case noire d6 · Dame blanche renversée sur case noire d4 · Pion blanc sur case blanche e4 · Pion blanc sur case noire f4 · Pion blanc sur case noire c3 · croix noire sur case noire b2 · Roi blanc sur case noire d2 · croix noire sur case blanche d1 | croix noire sur case noire h8 · Pion noir sur case noire a7 · croix noire sur case blanche d7 · Roi noir sur case noire g7 · Pion noir sur case noire b6 · Pion blanc sur case noire d6 · Dame blanche renversée sur case noire d4 · Pion blanc sur case blanche e4 · Pion blanc sur case noire f4 · Pion blanc sur case noire c3 · croix noire sur case noire b2 · Roi blanc sur case noire d2 · croix noire sur case blanche d1 | croix noire sur case noire h8 · Pion noir sur case noire a7 · croix noire sur case blanche d7 · Roi noir sur case noire g7 · Pion noir sur case noire b6 · Pion blanc sur case noire d6 · Dame blanche renversée sur case noire d4 · Pion blanc sur case blanche e4 · Pion blanc sur case noire f4 · Pion blanc sur case noire c3 · croix noire sur case noire b2 · Roi blanc sur case noire d2 · croix noire sur case blanche d1 | croix noire sur case noire h8 · Pion noir sur case noire a7 · croix noire sur case blanche d7 · Roi noir sur case noire g7 · Pion noir sur case noire b6 · Pion blanc sur case noire d6 · Dame blanche renversée sur case noire d4 · Pion blanc sur case blanche e4 · Pion blanc sur case noire f4 · Pion blanc sur case noire c3 · croix noire sur case noire b2 · Roi blanc sur case noire d2 · croix noire sur case blanche d1 | croix noire sur case noire h8 · Pion noir sur case noire a7 · croix noire sur case blanche d7 · Roi noir sur case noire g7 · Pion noir sur case noire b6 · Pion blanc sur case noire d6 · Dame blanche renversée sur case noire d4 · Pion blanc sur case blanche e4 · Pion blanc sur case noire f4 · Pion blanc sur case noire c3 · croix noire sur case noire b2 · Roi blanc sur case noire d2 · croix noire sur case blanche d1 | croix noire sur case noire h8 · Pion noir sur case noire a7 · croix noire sur case blanche d7 · Roi noir sur case noire g7 · Pion noir sur case noire b6 · Pion blanc sur case noire d6 · Dame blanche renversée sur case noire d4 · Pion blanc sur case blanche e4 · Pion blanc sur case noire f4 · Pion blanc sur case noire c3 · croix noire sur case noire b2 · Roi blanc sur case noire d2 · croix noire sur case blanche d1 | croix noire sur case noire h8 · Pion noir sur case noire a7 · croix noire sur case blanche d7 · Roi noir sur case noire g7 · Pion noir sur case noire b6 · Pion blanc sur case noire d6 · Dame blanche renversée sur case noire d4 · Pion blanc sur case blanche e4 · Pion blanc sur case noire f4 · Pion blanc sur case noire c3 · croix noire sur case noire b2 · Roi blanc sur case noire d2 · croix noire sur case blanche d1 | croix noire sur case noire h8 · Pion noir sur case noire a7 · croix noire sur case blanche d7 · Roi noir sur case noire g7 · Pion noir sur case noire b6 · Pion blanc sur case noire d6 · Dame blanche renversée sur case noire d4 · Pion blanc sur case blanche e4 · Pion blanc sur case noire f4 · Pion blanc sur case noire c3 · croix noire sur case noire b2 · Roi blanc sur case noire d2 · croix noire sur case blanche d1 | 3 |
| 2 | croix noire sur case noire h8 · Pion noir sur case noire a7 · croix noire sur case blanche d7 · Roi noir sur case noire g7 · Pion noir sur case noire b6 · Pion blanc sur case noire d6 · Dame blanche renversée sur case noire d4 · Pion blanc sur case blanche e4 · Pion blanc sur case noire f4 · Pion blanc sur case noire c3 · croix noire sur case noire b2 · Roi blanc sur case noire d2 · croix noire sur case blanche d1 | croix noire sur case noire h8 · Pion noir sur case noire a7 · croix noire sur case blanche d7 · Roi noir sur case noire g7 · Pion noir sur case noire b6 · Pion blanc sur case noire d6 · Dame blanche renversée sur case noire d4 · Pion blanc sur case blanche e4 · Pion blanc sur case noire f4 · Pion blanc sur case noire c3 · croix noire sur case noire b2 · Roi blanc sur case noire d2 · croix noire sur case blanche d1 | croix noire sur case noire h8 · Pion noir sur case noire a7 · croix noire sur case blanche d7 · Roi noir sur case noire g7 · Pion noir sur case noire b6 · Pion blanc sur case noire d6 · Dame blanche renversée sur case noire d4 · Pion blanc sur case blanche e4 · Pion blanc sur case noire f4 · Pion blanc sur case noire c3 · croix noire sur case noire b2 · Roi blanc sur case noire d2 · croix noire sur case blanche d1 | croix noire sur case noire h8 · Pion noir sur case noire a7 · croix noire sur case blanche d7 · Roi noir sur case noire g7 · Pion noir sur case noire b6 · Pion blanc sur case noire d6 · Dame blanche renversée sur case noire d4 · Pion blanc sur case blanche e4 · Pion blanc sur case noire f4 · Pion blanc sur case noire c3 · croix noire sur case noire b2 · Roi blanc sur case noire d2 · croix noire sur case blanche d1 | croix noire sur case noire h8 · Pion noir sur case noire a7 · croix noire sur case blanche d7 · Roi noir sur case noire g7 · Pion noir sur case noire b6 · Pion blanc sur case noire d6 · Dame blanche renversée sur case noire d4 · Pion blanc sur case blanche e4 · Pion blanc sur case noire f4 · Pion blanc sur case noire c3 · croix noire sur case noire b2 · Roi blanc sur case noire d2 · croix noire sur case blanche d1 | croix noire sur case noire h8 · Pion noir sur case noire a7 · croix noire sur case blanche d7 · Roi noir sur case noire g7 · Pion noir sur case noire b6 · Pion blanc sur case noire d6 · Dame blanche renversée sur case noire d4 · Pion blanc sur case blanche e4 · Pion blanc sur case noire f4 · Pion blanc sur case noire c3 · croix noire sur case noire b2 · Roi blanc sur case noire d2 · croix noire sur case blanche d1 | croix noire sur case noire h8 · Pion noir sur case noire a7 · croix noire sur case blanche d7 · Roi noir sur case noire g7 · Pion noir sur case noire b6 · Pion blanc sur case noire d6 · Dame blanche renversée sur case noire d4 · Pion blanc sur case blanche e4 · Pion blanc sur case noire f4 · Pion blanc sur case noire c3 · croix noire sur case noire b2 · Roi blanc sur case noire d2 · croix noire sur case blanche d1 | croix noire sur case noire h8 · Pion noir sur case noire a7 · croix noire sur case blanche d7 · Roi noir sur case noire g7 · Pion noir sur case noire b6 · Pion blanc sur case noire d6 · Dame blanche renversée sur case noire d4 · Pion blanc sur case blanche e4 · Pion blanc sur case noire f4 · Pion blanc sur case noire c3 · croix noire sur case noire b2 · Roi blanc sur case noire d2 · croix noire sur case blanche d1 | 2 |
| 1 | croix noire sur case noire h8 · Pion noir sur case noire a7 · croix noire sur case blanche d7 · Roi noir sur case noire g7 · Pion noir sur case noire b6 · Pion blanc sur case noire d6 · Dame blanche renversée sur case noire d4 · Pion blanc sur case blanche e4 · Pion blanc sur case noire f4 · Pion blanc sur case noire c3 · croix noire sur case noire b2 · Roi blanc sur case noire d2 · croix noire sur case blanche d1 | croix noire sur case noire h8 · Pion noir sur case noire a7 · croix noire sur case blanche d7 · Roi noir sur case noire g7 · Pion noir sur case noire b6 · Pion blanc sur case noire d6 · Dame blanche renversée sur case noire d4 · Pion blanc sur case blanche e4 · Pion blanc sur case noire f4 · Pion blanc sur case noire c3 · croix noire sur case noire b2 · Roi blanc sur case noire d2 · croix noire sur case blanche d1 | croix noire sur case noire h8 · Pion noir sur case noire a7 · croix noire sur case blanche d7 · Roi noir sur case noire g7 · Pion noir sur case noire b6 · Pion blanc sur case noire d6 · Dame blanche renversée sur case noire d4 · Pion blanc sur case blanche e4 · Pion blanc sur case noire f4 · Pion blanc sur case noire c3 · croix noire sur case noire b2 · Roi blanc sur case noire d2 · croix noire sur case blanche d1 | croix noire sur case noire h8 · Pion noir sur case noire a7 · croix noire sur case blanche d7 · Roi noir sur case noire g7 · Pion noir sur case noire b6 · Pion blanc sur case noire d6 · Dame blanche renversée sur case noire d4 · Pion blanc sur case blanche e4 · Pion blanc sur case noire f4 · Pion blanc sur case noire c3 · croix noire sur case noire b2 · Roi blanc sur case noire d2 · croix noire sur case blanche d1 | croix noire sur case noire h8 · Pion noir sur case noire a7 · croix noire sur case blanche d7 · Roi noir sur case noire g7 · Pion noir sur case noire b6 · Pion blanc sur case noire d6 · Dame blanche renversée sur case noire d4 · Pion blanc sur case blanche e4 · Pion blanc sur case noire f4 · Pion blanc sur case noire c3 · croix noire sur case noire b2 · Roi blanc sur case noire d2 · croix noire sur case blanche d1 | croix noire sur case noire h8 · Pion noir sur case noire a7 · croix noire sur case blanche d7 · Roi noir sur case noire g7 · Pion noir sur case noire b6 · Pion blanc sur case noire d6 · Dame blanche renversée sur case noire d4 · Pion blanc sur case blanche e4 · Pion blanc sur case noire f4 · Pion blanc sur case noire c3 · croix noire sur case noire b2 · Roi blanc sur case noire d2 · croix noire sur case blanche d1 | croix noire sur case noire h8 · Pion noir sur case noire a7 · croix noire sur case blanche d7 · Roi noir sur case noire g7 · Pion noir sur case noire b6 · Pion blanc sur case noire d6 · Dame blanche renversée sur case noire d4 · Pion blanc sur case blanche e4 · Pion blanc sur case noire f4 · Pion blanc sur case noire c3 · croix noire sur case noire b2 · Roi blanc sur case noire d2 · croix noire sur case blanche d1 | croix noire sur case noire h8 · Pion noir sur case noire a7 · croix noire sur case blanche d7 · Roi noir sur case noire g7 · Pion noir sur case noire b6 · Pion blanc sur case noire d6 · Dame blanche renversée sur case noire d4 · Pion blanc sur case blanche e4 · Pion blanc sur case noire f4 · Pion blanc sur case noire c3 · croix noire sur case noire b2 · Roi blanc sur case noire d2 · croix noire sur case blanche d1 | 1 |
|   | a | b | c | d | e | f | g | h |   |

La Sauterelle est une pièce d'échecs féerique inventée par Thomas Dawson en 1913[réf. nécessaire].
Elle se déplace sur les lignes de la dame en se plaçant juste derrière une autre pièce qui lui sert donc de sautoir. Si la case derrière le sautoir est occupée par une pièce adverse, la sauterelle capture cette pièce.
La sauterelle ne peut pas sauter par-dessus plusieurs pièces en même temps et si elle ne dispose d'aucun sautoir, elle ne peut pas bouger.
La sauterelle est représentée par une dame inversée et notée S.
Le premier diagramme montre un exemple de mouvements de sauterelle. La sauterelle blanche d4 peut se déplacer sur les cases marquées d'une croix (b2, d1, d7 et h8) et capturer le pion noir a7, par contre elle ne peut pas aller en g4, car elle sauterait par-dessus deux pièces à la fois.
C'est, avec le Noctambule, l'une des deux pièces féeriques les plus utilisées dans les problèmes d'échecs féeriques[réf. nécessaire].
|   | a | b | c | d | e | f | g | h |   |
| 8 | Dame noire renversée sur case blanche a8 · Dame noire renversée sur case blanche f7 · Pion noir sur case blanche a2 · Dame noire renversée sur case noire h2 · Roi noir sur case noire a1 · Roi blanc sur case noire c1 · Dame blanche renversée sur case blanche h1 | Dame noire renversée sur case blanche a8 · Dame noire renversée sur case blanche f7 · Pion noir sur case blanche a2 · Dame noire renversée sur case noire h2 · Roi noir sur case noire a1 · Roi blanc sur case noire c1 · Dame blanche renversée sur case blanche h1 | Dame noire renversée sur case blanche a8 · Dame noire renversée sur case blanche f7 · Pion noir sur case blanche a2 · Dame noire renversée sur case noire h2 · Roi noir sur case noire a1 · Roi blanc sur case noire c1 · Dame blanche renversée sur case blanche h1 | Dame noire renversée sur case blanche a8 · Dame noire renversée sur case blanche f7 · Pion noir sur case blanche a2 · Dame noire renversée sur case noire h2 · Roi noir sur case noire a1 · Roi blanc sur case noire c1 · Dame blanche renversée sur case blanche h1 | Dame noire renversée sur case blanche a8 · Dame noire renversée sur case blanche f7 · Pion noir sur case blanche a2 · Dame noire renversée sur case noire h2 · Roi noir sur case noire a1 · Roi blanc sur case noire c1 · Dame blanche renversée sur case blanche h1 | Dame noire renversée sur case blanche a8 · Dame noire renversée sur case blanche f7 · Pion noir sur case blanche a2 · Dame noire renversée sur case noire h2 · Roi noir sur case noire a1 · Roi blanc sur case noire c1 · Dame blanche renversée sur case blanche h1 | Dame noire renversée sur case blanche a8 · Dame noire renversée sur case blanche f7 · Pion noir sur case blanche a2 · Dame noire renversée sur case noire h2 · Roi noir sur case noire a1 · Roi blanc sur case noire c1 · Dame blanche renversée sur case blanche h1 | Dame noire renversée sur case blanche a8 · Dame noire renversée sur case blanche f7 · Pion noir sur case blanche a2 · Dame noire renversée sur case noire h2 · Roi noir sur case noire a1 · Roi blanc sur case noire c1 · Dame blanche renversée sur case blanche h1 | 8 |
| 7 | Dame noire renversée sur case blanche a8 · Dame noire renversée sur case blanche f7 · Pion noir sur case blanche a2 · Dame noire renversée sur case noire h2 · Roi noir sur case noire a1 · Roi blanc sur case noire c1 · Dame blanche renversée sur case blanche h1 | Dame noire renversée sur case blanche a8 · Dame noire renversée sur case blanche f7 · Pion noir sur case blanche a2 · Dame noire renversée sur case noire h2 · Roi noir sur case noire a1 · Roi blanc sur case noire c1 · Dame blanche renversée sur case blanche h1 | Dame noire renversée sur case blanche a8 · Dame noire renversée sur case blanche f7 · Pion noir sur case blanche a2 · Dame noire renversée sur case noire h2 · Roi noir sur case noire a1 · Roi blanc sur case noire c1 · Dame blanche renversée sur case blanche h1 | Dame noire renversée sur case blanche a8 · Dame noire renversée sur case blanche f7 · Pion noir sur case blanche a2 · Dame noire renversée sur case noire h2 · Roi noir sur case noire a1 · Roi blanc sur case noire c1 · Dame blanche renversée sur case blanche h1 | Dame noire renversée sur case blanche a8 · Dame noire renversée sur case blanche f7 · Pion noir sur case blanche a2 · Dame noire renversée sur case noire h2 · Roi noir sur case noire a1 · Roi blanc sur case noire c1 · Dame blanche renversée sur case blanche h1 | Dame noire renversée sur case blanche a8 · Dame noire renversée sur case blanche f7 · Pion noir sur case blanche a2 · Dame noire renversée sur case noire h2 · Roi noir sur case noire a1 · Roi blanc sur case noire c1 · Dame blanche renversée sur case blanche h1 | Dame noire renversée sur case blanche a8 · Dame noire renversée sur case blanche f7 · Pion noir sur case blanche a2 · Dame noire renversée sur case noire h2 · Roi noir sur case noire a1 · Roi blanc sur case noire c1 · Dame blanche renversée sur case blanche h1 | Dame noire renversée sur case blanche a8 · Dame noire renversée sur case blanche f7 · Pion noir sur case blanche a2 · Dame noire renversée sur case noire h2 · Roi noir sur case noire a1 · Roi blanc sur case noire c1 · Dame blanche renversée sur case blanche h1 | 7 |
| 6 | Dame noire renversée sur case blanche a8 · Dame noire renversée sur case blanche f7 · Pion noir sur case blanche a2 · Dame noire renversée sur case noire h2 · Roi noir sur case noire a1 · Roi blanc sur case noire c1 · Dame blanche renversée sur case blanche h1 | Dame noire renversée sur case blanche a8 · Dame noire renversée sur case blanche f7 · Pion noir sur case blanche a2 · Dame noire renversée sur case noire h2 · Roi noir sur case noire a1 · Roi blanc sur case noire c1 · Dame blanche renversée sur case blanche h1 | Dame noire renversée sur case blanche a8 · Dame noire renversée sur case blanche f7 · Pion noir sur case blanche a2 · Dame noire renversée sur case noire h2 · Roi noir sur case noire a1 · Roi blanc sur case noire c1 · Dame blanche renversée sur case blanche h1 | Dame noire renversée sur case blanche a8 · Dame noire renversée sur case blanche f7 · Pion noir sur case blanche a2 · Dame noire renversée sur case noire h2 · Roi noir sur case noire a1 · Roi blanc sur case noire c1 · Dame blanche renversée sur case blanche h1 | Dame noire renversée sur case blanche a8 · Dame noire renversée sur case blanche f7 · Pion noir sur case blanche a2 · Dame noire renversée sur case noire h2 · Roi noir sur case noire a1 · Roi blanc sur case noire c1 · Dame blanche renversée sur case blanche h1 | Dame noire renversée sur case blanche a8 · Dame noire renversée sur case blanche f7 · Pion noir sur case blanche a2 · Dame noire renversée sur case noire h2 · Roi noir sur case noire a1 · Roi blanc sur case noire c1 · Dame blanche renversée sur case blanche h1 | Dame noire renversée sur case blanche a8 · Dame noire renversée sur case blanche f7 · Pion noir sur case blanche a2 · Dame noire renversée sur case noire h2 · Roi noir sur case noire a1 · Roi blanc sur case noire c1 · Dame blanche renversée sur case blanche h1 | Dame noire renversée sur case blanche a8 · Dame noire renversée sur case blanche f7 · Pion noir sur case blanche a2 · Dame noire renversée sur case noire h2 · Roi noir sur case noire a1 · Roi blanc sur case noire c1 · Dame blanche renversée sur case blanche h1 | 6 |
| 5 | Dame noire renversée sur case blanche a8 · Dame noire renversée sur case blanche f7 · Pion noir sur case blanche a2 · Dame noire renversée sur case noire h2 · Roi noir sur case noire a1 · Roi blanc sur case noire c1 · Dame blanche renversée sur case blanche h1 | Dame noire renversée sur case blanche a8 · Dame noire renversée sur case blanche f7 · Pion noir sur case blanche a2 · Dame noire renversée sur case noire h2 · Roi noir sur case noire a1 · Roi blanc sur case noire c1 · Dame blanche renversée sur case blanche h1 | Dame noire renversée sur case blanche a8 · Dame noire renversée sur case blanche f7 · Pion noir sur case blanche a2 · Dame noire renversée sur case noire h2 · Roi noir sur case noire a1 · Roi blanc sur case noire c1 · Dame blanche renversée sur case blanche h1 | Dame noire renversée sur case blanche a8 · Dame noire renversée sur case blanche f7 · Pion noir sur case blanche a2 · Dame noire renversée sur case noire h2 · Roi noir sur case noire a1 · Roi blanc sur case noire c1 · Dame blanche renversée sur case blanche h1 | Dame noire renversée sur case blanche a8 · Dame noire renversée sur case blanche f7 · Pion noir sur case blanche a2 · Dame noire renversée sur case noire h2 · Roi noir sur case noire a1 · Roi blanc sur case noire c1 · Dame blanche renversée sur case blanche h1 | Dame noire renversée sur case blanche a8 · Dame noire renversée sur case blanche f7 · Pion noir sur case blanche a2 · Dame noire renversée sur case noire h2 · Roi noir sur case noire a1 · Roi blanc sur case noire c1 · Dame blanche renversée sur case blanche h1 | Dame noire renversée sur case blanche a8 · Dame noire renversée sur case blanche f7 · Pion noir sur case blanche a2 · Dame noire renversée sur case noire h2 · Roi noir sur case noire a1 · Roi blanc sur case noire c1 · Dame blanche renversée sur case blanche h1 | Dame noire renversée sur case blanche a8 · Dame noire renversée sur case blanche f7 · Pion noir sur case blanche a2 · Dame noire renversée sur case noire h2 · Roi noir sur case noire a1 · Roi blanc sur case noire c1 · Dame blanche renversée sur case blanche h1 | 5 |
| 4 | Dame noire renversée sur case blanche a8 · Dame noire renversée sur case blanche f7 · Pion noir sur case blanche a2 · Dame noire renversée sur case noire h2 · Roi noir sur case noire a1 · Roi blanc sur case noire c1 · Dame blanche renversée sur case blanche h1 | Dame noire renversée sur case blanche a8 · Dame noire renversée sur case blanche f7 · Pion noir sur case blanche a2 · Dame noire renversée sur case noire h2 · Roi noir sur case noire a1 · Roi blanc sur case noire c1 · Dame blanche renversée sur case blanche h1 | Dame noire renversée sur case blanche a8 · Dame noire renversée sur case blanche f7 · Pion noir sur case blanche a2 · Dame noire renversée sur case noire h2 · Roi noir sur case noire a1 · Roi blanc sur case noire c1 · Dame blanche renversée sur case blanche h1 | Dame noire renversée sur case blanche a8 · Dame noire renversée sur case blanche f7 · Pion noir sur case blanche a2 · Dame noire renversée sur case noire h2 · Roi noir sur case noire a1 · Roi blanc sur case noire c1 · Dame blanche renversée sur case blanche h1 | Dame noire renversée sur case blanche a8 · Dame noire renversée sur case blanche f7 · Pion noir sur case blanche a2 · Dame noire renversée sur case noire h2 · Roi noir sur case noire a1 · Roi blanc sur case noire c1 · Dame blanche renversée sur case blanche h1 | Dame noire renversée sur case blanche a8 · Dame noire renversée sur case blanche f7 · Pion noir sur case blanche a2 · Dame noire renversée sur case noire h2 · Roi noir sur case noire a1 · Roi blanc sur case noire c1 · Dame blanche renversée sur case blanche h1 | Dame noire renversée sur case blanche a8 · Dame noire renversée sur case blanche f7 · Pion noir sur case blanche a2 · Dame noire renversée sur case noire h2 · Roi noir sur case noire a1 · Roi blanc sur case noire c1 · Dame blanche renversée sur case blanche h1 | Dame noire renversée sur case blanche a8 · Dame noire renversée sur case blanche f7 · Pion noir sur case blanche a2 · Dame noire renversée sur case noire h2 · Roi noir sur case noire a1 · Roi blanc sur case noire c1 · Dame blanche renversée sur case blanche h1 | 4 |
| 3 | Dame noire renversée sur case blanche a8 · Dame noire renversée sur case blanche f7 · Pion noir sur case blanche a2 · Dame noire renversée sur case noire h2 · Roi noir sur case noire a1 · Roi blanc sur case noire c1 · Dame blanche renversée sur case blanche h1 | Dame noire renversée sur case blanche a8 · Dame noire renversée sur case blanche f7 · Pion noir sur case blanche a2 · Dame noire renversée sur case noire h2 · Roi noir sur case noire a1 · Roi blanc sur case noire c1 · Dame blanche renversée sur case blanche h1 | Dame noire renversée sur case blanche a8 · Dame noire renversée sur case blanche f7 · Pion noir sur case blanche a2 · Dame noire renversée sur case noire h2 · Roi noir sur case noire a1 · Roi blanc sur case noire c1 · Dame blanche renversée sur case blanche h1 | Dame noire renversée sur case blanche a8 · Dame noire renversée sur case blanche f7 · Pion noir sur case blanche a2 · Dame noire renversée sur case noire h2 · Roi noir sur case noire a1 · Roi blanc sur case noire c1 · Dame blanche renversée sur case blanche h1 | Dame noire renversée sur case blanche a8 · Dame noire renversée sur case blanche f7 · Pion noir sur case blanche a2 · Dame noire renversée sur case noire h2 · Roi noir sur case noire a1 · Roi blanc sur case noire c1 · Dame blanche renversée sur case blanche h1 | Dame noire renversée sur case blanche a8 · Dame noire renversée sur case blanche f7 · Pion noir sur case blanche a2 · Dame noire renversée sur case noire h2 · Roi noir sur case noire a1 · Roi blanc sur case noire c1 · Dame blanche renversée sur case blanche h1 | Dame noire renversée sur case blanche a8 · Dame noire renversée sur case blanche f7 · Pion noir sur case blanche a2 · Dame noire renversée sur case noire h2 · Roi noir sur case noire a1 · Roi blanc sur case noire c1 · Dame blanche renversée sur case blanche h1 | Dame noire renversée sur case blanche a8 · Dame noire renversée sur case blanche f7 · Pion noir sur case blanche a2 · Dame noire renversée sur case noire h2 · Roi noir sur case noire a1 · Roi blanc sur case noire c1 · Dame blanche renversée sur case blanche h1 | 3 |
| 2 | Dame noire renversée sur case blanche a8 · Dame noire renversée sur case blanche f7 · Pion noir sur case blanche a2 · Dame noire renversée sur case noire h2 · Roi noir sur case noire a1 · Roi blanc sur case noire c1 · Dame blanche renversée sur case blanche h1 | Dame noire renversée sur case blanche a8 · Dame noire renversée sur case blanche f7 · Pion noir sur case blanche a2 · Dame noire renversée sur case noire h2 · Roi noir sur case noire a1 · Roi blanc sur case noire c1 · Dame blanche renversée sur case blanche h1 | Dame noire renversée sur case blanche a8 · Dame noire renversée sur case blanche f7 · Pion noir sur case blanche a2 · Dame noire renversée sur case noire h2 · Roi noir sur case noire a1 · Roi blanc sur case noire c1 · Dame blanche renversée sur case blanche h1 | Dame noire renversée sur case blanche a8 · Dame noire renversée sur case blanche f7 · Pion noir sur case blanche a2 · Dame noire renversée sur case noire h2 · Roi noir sur case noire a1 · Roi blanc sur case noire c1 · Dame blanche renversée sur case blanche h1 | Dame noire renversée sur case blanche a8 · Dame noire renversée sur case blanche f7 · Pion noir sur case blanche a2 · Dame noire renversée sur case noire h2 · Roi noir sur case noire a1 · Roi blanc sur case noire c1 · Dame blanche renversée sur case blanche h1 | Dame noire renversée sur case blanche a8 · Dame noire renversée sur case blanche f7 · Pion noir sur case blanche a2 · Dame noire renversée sur case noire h2 · Roi noir sur case noire a1 · Roi blanc sur case noire c1 · Dame blanche renversée sur case blanche h1 | Dame noire renversée sur case blanche a8 · Dame noire renversée sur case blanche f7 · Pion noir sur case blanche a2 · Dame noire renversée sur case noire h2 · Roi noir sur case noire a1 · Roi blanc sur case noire c1 · Dame blanche renversée sur case blanche h1 | Dame noire renversée sur case blanche a8 · Dame noire renversée sur case blanche f7 · Pion noir sur case blanche a2 · Dame noire renversée sur case noire h2 · Roi noir sur case noire a1 · Roi blanc sur case noire c1 · Dame blanche renversée sur case blanche h1 | 2 |
| 1 | Dame noire renversée sur case blanche a8 · Dame noire renversée sur case blanche f7 · Pion noir sur case blanche a2 · Dame noire renversée sur case noire h2 · Roi noir sur case noire a1 · Roi blanc sur case noire c1 · Dame blanche renversée sur case blanche h1 | Dame noire renversée sur case blanche a8 · Dame noire renversée sur case blanche f7 · Pion noir sur case blanche a2 · Dame noire renversée sur case noire h2 · Roi noir sur case noire a1 · Roi blanc sur case noire c1 · Dame blanche renversée sur case blanche h1 | Dame noire renversée sur case blanche a8 · Dame noire renversée sur case blanche f7 · Pion noir sur case blanche a2 · Dame noire renversée sur case noire h2 · Roi noir sur case noire a1 · Roi blanc sur case noire c1 · Dame blanche renversée sur case blanche h1 | Dame noire renversée sur case blanche a8 · Dame noire renversée sur case blanche f7 · Pion noir sur case blanche a2 · Dame noire renversée sur case noire h2 · Roi noir sur case noire a1 · Roi blanc sur case noire c1 · Dame blanche renversée sur case blanche h1 | Dame noire renversée sur case blanche a8 · Dame noire renversée sur case blanche f7 · Pion noir sur case blanche a2 · Dame noire renversée sur case noire h2 · Roi noir sur case noire a1 · Roi blanc sur case noire c1 · Dame blanche renversée sur case blanche h1 | Dame noire renversée sur case blanche a8 · Dame noire renversée sur case blanche f7 · Pion noir sur case blanche a2 · Dame noire renversée sur case noire h2 · Roi noir sur case noire a1 · Roi blanc sur case noire c1 · Dame blanche renversée sur case blanche h1 | Dame noire renversée sur case blanche a8 · Dame noire renversée sur case blanche f7 · Pion noir sur case blanche a2 · Dame noire renversée sur case noire h2 · Roi noir sur case noire a1 · Roi blanc sur case noire c1 · Dame blanche renversée sur case blanche h1 | Dame noire renversée sur case blanche a8 · Dame noire renversée sur case blanche f7 · Pion noir sur case blanche a2 · Dame noire renversée sur case noire h2 · Roi noir sur case noire a1 · Roi blanc sur case noire c1 · Dame blanche renversée sur case blanche h1 | 1 |
|   | a | b | c | d | e | f | g | h |   |

Solution du problème du second diagramme:
1.Sh3! Sh4 2.Sh5 Sh6 3.Sh7 Sh8 4.Se7 Sd7 5.Sc7 Sb7 6.Sa7+ Sa6 7.Sa5+ Sa4 8.Sa3#.